# Ray Charles
Ray Charles Robinson (poznan kot Ray Charles) ameriški pevec jazza, soula in bluesa * 23. september 1930, Albany, Georgia, ZDA, † 10. junij 2004, Beverly Hills, Kalifornija, ZDA.

## Življenjepis

### Otroštvo
Ray Charles Robinson se je rodil 23. septembra 1930 v Albanyju v ameriški zvezni državi Georgia. Njegov oče je bil Bailey Robinson, njegova mama pa Aretha Robinson. Rayev oče je bil po poklicu mehanik, popravljal in gradil pa je tudi železnice, zato ga je Ray videl le malokrat. Kmalu po njegovem rojstvu so se iz njegovega rojstnega kraja Albany preselili v Jellyroll, majhno mesto črne skupnosti na zahodu Greenvila na Floridi. Ray je odraščal z mamo Aretho in mlajšim bratom Georgeom, a je njegov brat izgubil življenje pri 4 letih, ko je pri igri z Rayem padel v korito za umivanje oblačil. Ray, ki je bil takrat star okoli 6 let, ni razumel, da njegovega brata ni več med njimi, to pa ga je tudi zelo prizadelo, zato je prosti čas preživljal v majhni pivnici, kjer je vedno poslušal igranje klavirja. Nekega dne ga je star mož ogovoril in mu pokazal nekaj klavirskih tipk, Ray je kmalu zatem začel igrati preproste kombinacije bluza. Ray je imel tudi težave z očmi, njegova povečana slabost vida se je začela že pri petih letih, dokončno pa je oslepel pri 7 letih. Mama ga je učila kar se da dobro, navadila ga je predvsem samostojnosti. Vzrok za Rayevo slepoto ni bil nikoli povsem znan. Nekateri viri trdijo, da je oslepel zaradi glavkoma, bolezni, ki prizadene vidni živec in pozneje povzroči slepoto, nekateri viri pa kažejo predvsem na to, da je Ray začel izgubljati vid zaradi okužbe z milnico, ki naj bi jo predpisal zdravnik in naj bi oči pozdravila. Ray je pozneje obiskoval šolo za slepe (Florida School For The Deaf And The Blind) v St. Augustinu na Floridi. Vse pogosteje je zahajal h klavirju, ki je stal v stari pivnici, pogosto je nanj igral in po nekaj letih igranja je že sam ustvarjal skladbe in zraven pel. Ray je po radiu rad poslušal predvsem jazz in blues in ga pozneje igral tudi sam na klavirju.

### Začetki slave
Rayeva mama je umrla leta 1945, Ray pa je takrat prenehal s šolanjem in preživel tako, da je igral klavir v gledališču Ritz v Lavillu in zaslužil 4 dolarje na večer, pozneje se je preselil v Orlando, kjer je nekaj časa igral z bendom, imenovanim Florida Playboys. V bendu je bila navada, da so vsi nosili očala, zato je tudi Charles začel nositi sončna očala modnega oblikovalca Billyja Sticklesa. 
Charles je vedno igral za druge ljudi, vendar si je želel bend, kjer bi lahko on sam ustvarjal, dajal predloge in predvsem igral klavir brez komentarjev in mnenj drugih. Odločil se je, da zapusti Florido in se je leta 1947 preselil v Seattle. Kmalu je začel igrati in snemati skladbe z Beat Down kot Maxin Trio. Posneli so nekaj uspešnic, kot so Baby, Let Me Hold Your Hand in Kissa Me Baby. Ray Charles Robinson je postajal vse bolj znan in zaželen med ljudmi, zato so mu ime skrajšali na Ray Charles, da bi se izognili zmedi s Sugar Ray Robinsonom, poklicnim boksarjem (Walker Smith jr. – zaradi slave postal Sugar Ray Robinson).

### Popolna slava
Pozneje, po končani pogodbi z Atlantic Records, je Ray Charles navdušil z albumom It should Have Been Me in osvojil prvo mesto na radijski lestvici s skladbo I Got A Woman. Malo zatem je posnel še nekaj velikih uspešnic, kot so I Love Her So, Yes Resl, Genius Sings The Blues, kjer je zaposlil dekle iz skupine Philadelphia z imenom Cookies, ki je pela v ozadju njegove skupine. 
Svoj popoln uspeh je Ray Charles doživel med letoma 1960 in 1980 z uspešnicami, kot sta Georgia On My Mind, Hit The Road Jack in drugimi. V času svoje slave je posegal tudi po drogah, predvsem po heroinu. S heroinom je bil zasvojen skoraj 20 let, vendar je z drogo prenehal. 
Ray Charles je imel kar precej nastopov, predvsem med letoma 1990 in 2003. 

### Zasebno življenje
Ray Charles je bil dvakrat poročen in je imel skupaj 12 otrok z devetimi različnimi ženskami. Najbolj pomembna in najbolj znana med njimi je bila Rayeva druga žena Della Beatrice Howard Robinson, s katero je bil poročen od leta 1955 do 1977, z njo pa je imel 3 otroke.

### Njegovi otroci
- Evelyn Robinson - 1950 (Louise Mitchell)
- Ray Charles Robinson, Jr. - 1955(Della Robinson)
- David Robinson - 1958(Della Robinson)
- Charles Wayne Hendricks - 1959(Margie Hendricks)
- Reverend Robert Robinson - 1960(Della Robinson)
- Raenee Robinson - 1961 (Mae Mosely Lyles)
- Sheila Ray Charles Robinson - 1963(Sandra Jean Betts)
- Reatha Butler - 196? (nepoznano)
- Alexandria Bertrand - 196?(Chantelle Bertrand)
- Vincent Kotchounian - 1977(Arlette Kotchounian)
- Robyn Moffett - 1987(Gloria Moffett)
- Ryan Corey Robinson den Bok - 1987(Mary Anne den Bok)

### Znane pesmi
- Baby, Let Me Hold Your Hand, 1951
- Mess Around
- I Got A Woman, 1955
- What'd I Say, 1958
- Unchain My Heart
- Hit the Road, Jack
- I Can't Stop Loving You
- You Are My Sunshine
- Crying Time
- Unchain My Heart
- Georgia On My Mind